# Parc Nacional de Sariska
El Parc Nacional de Sariska, també conegut com a Reserva de Tigres de Sariska, és un parc nacional indi i refugi de flora i fauna, situat en el districte d'Alwar, a l'estat de Rajasthan. Aquesta àrea era una reserva de caça d'Alwar i va ser declarada reserva de flora i fauna el 1955 i, el 1978, li va ser atorgat l'estatus de reserva de tigres com a part del Projecte Tigre de l'Índia. Compren una àrea de 866 km², amb una topografia compatible, amb boscos de matolls, paisatges rocosos, boscos caducifolis secs, roques, herbes i penya-segats muntanyencs, situada a 106 km de Hindaun, 107 km de Jaipur i 200 km de Delhi.
La zona de Sariska, que forma part de la serralada Aravalli, és rica en recursos minerals, com el coure. Tot i la prohibició establerta pel Tribunal Suprem de l'Índia en 1991 de la mineria a la zona, les pedreres de marbre segueixen amenaçant el medi ambient.

## Fauna i flora

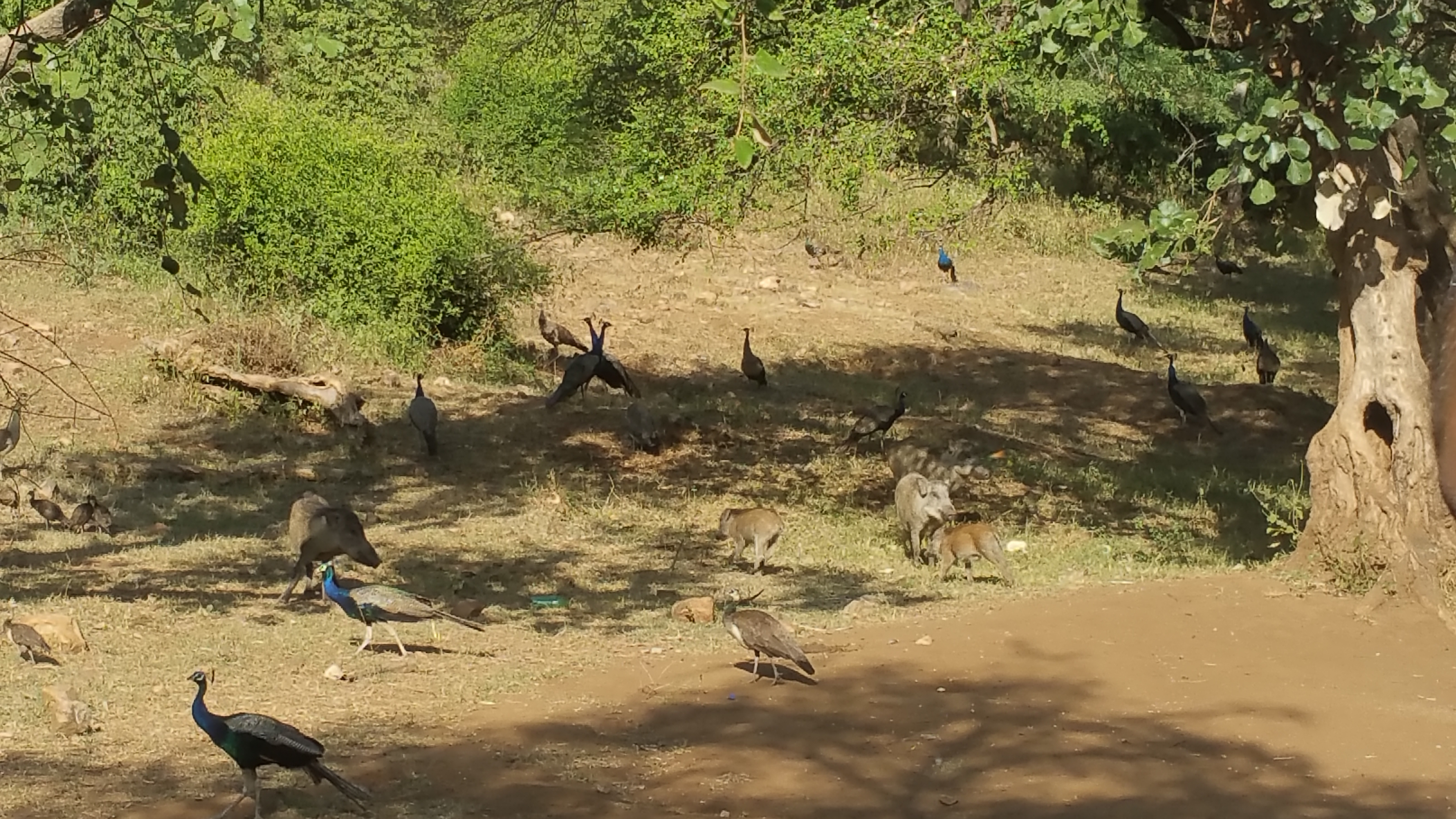
Vista d'alguns animals al parc

La característica més atractiva d'aquesta reserva, ara parc natural, és el tigre de Bengala. És la primera reserva de tigres en el món que ha aconseguit reubicar tigres amb èxit.
A més a més del tigre de Bengala, dins el parc hi són presents moltes altres espècies de vida salvatge, com el lleopard Panthera pardus fusca, gat de la jungla, caracal, hiena ratllada, axis, sambar, nilgau, gasela de Bennett, antílop quadricorni, senglars, llebre collnegra, langur gris comú o mico rhesus, entre d'altres. Sarisika també resulta atractiu per als ornitòlegs, amb algunes espècies rares d'aus com la perdiu xerra, alció d'Esmirna, paó blau, perdicula, pteroclidiforme o serpentari comú.
L'arbre dominant en els boscos és el Anogeissus. Altres arbres que hi són presents a la zona del parc són Boswellia serrata, Sterculia urens, Butea monosperma, Lannea coromandelica, Ziziphus mauritiana i l'arbre del catxú. Quant a ficus es troben Ficus benghalensis, Terminalia arjuna, Commiphora wightii i també bambús. Són també nombrosos els arbustos com Capparis decidua, Justicia adhatoda i Ziziphus nummularia.

### Població de tigres
El 2004, hi va haver informes preocupants quant a la població d'aquests animals; no tan sols no es veien els tigres sinó que no hi havia cap evidència indirecta de la seva presència (marques de rascada en arbres, etc.). El Rajasthan Departament de Boscos de Rajasthava va assenyalar que «els tigres temporalment havien emigrat fora de la reserva i tornarien després de l'estació del monsó». El Projecte Tigre, Autoritat Nacional de Conservació del Tigre (NTCA), va donar suport a aquesta suposició. Hi havia 16 tigres l'any anterior. El gener de 2005, el periodista Jay Mazoomdaar va donar la notícia que no hi havia cap tigre a Sariska. Immediatament el Departament de Boscos i el director de la NTCA van declarar un «cens d'emergència de tigres» i l'Agència Central d'Investigació, l'agència d'intel·ligència d'Índia, va llençar una sonda. Després d'una investigació de dos mesos van declarar que no hi havia cap tigre; es va responsabilitzar a la caça furtiva i, per tal de repoblar Sariska, van ser reubicats cinc tigres a la reserva. Poc després es va anunciar que el nombre total de tigres era de set amb cinc exemplars adults. El 2014 el total de tigres en la reserva era ja d'11 amb 9 adults.